# Алазе, Жерар
Жера́р Алазе́ (фр. Gérard Alazet) — французский кёрлингист.
В составе мужской сборной Франции участник чемпионата мира 1981 (заняли десятое место). Чемпион Франции среди мужчин.
Играл на позиции первого, на чемпионате мира 1981 был скипом команды.

## Достижения
- Чемпионат Франции по кёрлингу среди мужчин: золото (1981)[3].

## Команды
| Сезон   | Четвёртый     | Третий      | Второй     | Первый      | Турниры            |
| ------- | ------------- | ----------- | ---------- | ----------- | ------------------ |
| 1980—81 | Жерар Равелло | Андре Жувен | Жак Жюльен | Жерар Алазе | ЧМ 1981 (10 место) |

(скипы выделены полужирным шрифтом)